# Blind Willie McTell
Denna artikel behandlar bluesartisten Blind Willie McTell. För Bob Dylan-låten med samma namn, se Blind Willie McTell (sång).

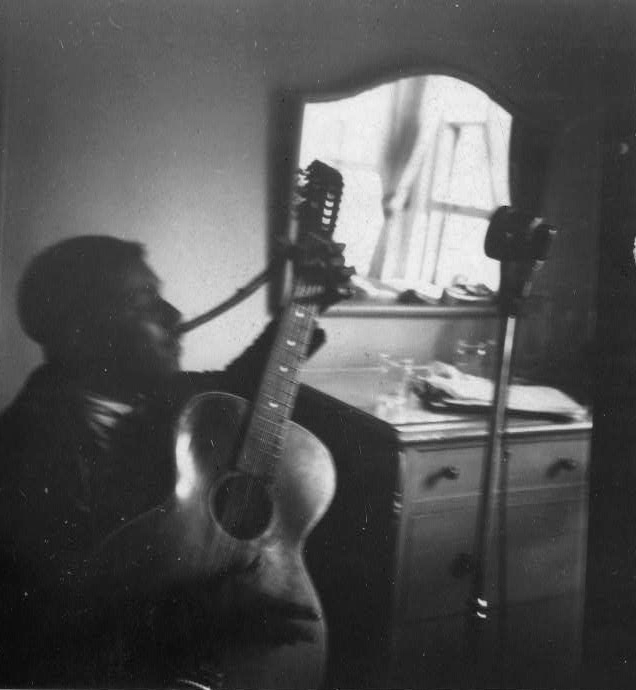
Blind Willie McTell under en inspelning för Alan Lomax i ett hotellrum i Atlanta, november 1940.

Blind Willie McTell, egentligt namn antagligen William Samuel McTier, född 5 maj 1898 i Thomson, Georgia, död 19 augusti 1959 i Milledgeville, Georgia, USA, var en amerikansk bluessångare, låtskrivare och gitarrist.
McTell, som helt förlorade synen i unga år, spelade först 6-strängad gitarr men övergick senare till 12-strängad gitarr när han började spela in skivor. Han spelade in låtar mellan 1927 och 1955. Några av hans mest kända låtar är "Statesboro Blues", "Broke Down Engine" och "Travelin' Blues". Han spelade en form av countryblues som förenade den råa deltabluesen från Mississippi med det mer förfinade soundet från USA:s östkust. Hans musik dokumenterades bland annat år 1940 genom Alan Lomax's inspelningar för USA:s kongressbibliotek.
Blind Willie McTell valdes 1981 postumt in i Blues Hall of Fame.

## Influenser
"Statesboro Blues" har spelats in i flera cover-versioner, bland annat av Taj Mahal och The Allman Brothers Band. 1983 spelade Bob Dylan in en hyllningssång till McTell, baserad på "St. James Infirmary Blues", som dock förblev outgiven fram till 1991. McTell hade själv baserat sin låt "Dying Crapshooter's Blues" på "St. James Infirmary Blues". År 1993 spelade Dylan in McTells låt "Broke Down Engine" på albumet World Gone Wrong.

## Diskografi
- The Definitive Blind Willie McTell 1927–1935, Catfish Records (KATCD229).
- The Definitive Blind Willie McTell, Columbia Records (C2K-53234).
- The Classic Years 1927–1940, JSP Records (JSP7711) .
- Complete Recorded Works in Chronological Order, Vol. 1, Document Records (Austria) DOCD-5006.
- Complete Recorded Works in Chronological Order, Vol. 2, Document Records (Austria) DOCD-5007.
- Complete Recorded Works in Chronological Order, Vol. 3, Document Records (Austria) DOCD-5008.
- Ovanstående tre skivor, som täcker perioden 1927-1933, utgavs även som boxen Statesboro Blues (DOCD-5677).
- 1940: Complete Library of Congress Recordings, RST Records (Austria) BDCD-6001.
- Blind Willie McTell & Curley Weaver: The Post-War Years 1949-1950, RST Records (Austria) BDCD-6014.
- The Best of Blind Willie McTell, Yazoo Records -Yazoo-2071.